# 西弗吉尼亚州县级行政区列表
西維吉尼亞州一共有55个县。其中50个早在西維珍尼亞还是維珍尼亞州一部分的1861年就已经存在，另外五个县是在1863年6月20日西維珍尼亞州获得联邦政府承认成为联邦的第35个州后成立的，分别是格兰特县、米纳勒尔、林肯县、萨默斯县和明戈县。当时伯克利和杰佛逊这两个最东部的县拒绝承认他们被纳入了西維珍尼亞州。1866年3月，美国国会通过联合发文赞成这一纳入。
西維珍尼亞州宪法于1872年获得批准，取代了1863年西維珍尼亞設州时制订的老宪法。新宪法的第9条第8款允许在过半数公民提议的情况下发起建立新县的投票，但新县的面积不得小于1036平方公里，人口不得少于6000。另外，一个新县的建立也不得让原有的某个县面积和人口低于相应数值。根据2010年美国人口普查的数据，西維珍尼亞州只有3个县还拥有足够的人口和面积，可以再分割出新的县，这三个县分别是格林布赖尔县、卡诺瓦县和兰道夫县。其它的县已经不能再分割，因为其要么面积将低于1036平方公里，要么人口将少于6000。
根据1863年宪法，县在地方政府中所起的作用已经降到最小，大部分地方政府都归属基于新英格兰模式的镇区。而1872年宪法又恢复了县级政府原有的地位和形式，每个县由一个县法院予以管辖，县法院中又结合了县级政府中的立法、司法和行政三大分支的职能:20。1880年，西維珍尼亞修改了宪法，将县法院系统替换成由七个县级职能部门组成的县政府，每一个部分都将独立进行选举，包括县委员会、警长、检察官、土地测量官和估税官等。县政府所拥有的权力都是来自于州宪法或州议会通过的法律，这些权力包括（但不限于），维护该州内的基础设施、维持监狱和医院运转和垃圾处理等。1933年5月，州议会通过了一套公立教育的改革方案，将州内原有的398个校区整合为55个县学校系统。这一方案让州内的公立学校可以通过更经济的方式获得资助，已经为西維珍尼亞州节省了数百万美元:247。
州内面积最大的县是2694平方公里的兰道夫县，最小的汉考克县只有215平方公里。卡诺瓦县一共已经分割出了12个县，并且按2010年人口普查仍然以19万3063人高居全州之冠，而沃特县则以5717人垫底。州内最古老的汉普夏县于1754年成立，最年轻的明戈县与1895年成立。州内的地理最高点位于彭德尔顿县境内，海拔高度为1482米。
以下表格会在每一个县的名称后面列出其联邦资料处理标准代码（简称FIPS代码），该代码是联邦政府用来区分各州和各县的唯一识别码。西維珍尼亞州的FIPS代码是54，结合任何一个县的代码则为“54XXX”（如巴伯县的FIPS代码就是“54001”。所有的FIPS代码将链接至该县最近的一次人口普查数据。

## 县份列表
| 县           | FIPS代码 | 县城             | 成立 | 起源                                         | 辞源                                                           | 人口    | 面积         | 地图                         |
| ------------ | -------- | ---------------- | ---- | -------------------------------------------- | -------------------------------------------------------------- | ------- | ------------ | ---------------------------- |
| 巴伯县       | 001      | 腓立比           | 1843 | 哈里森县、刘易斯县和兰道夫县                 | 美国众议院议长菲利普·彭德尔顿·巴伯（Philip Pendleton Barbour）                         | 16,589  | 883平方公里  | 標示出巴伯县位置的地圖       |
| 伯克利县     | 003      | 马丁斯堡         | 1772 | 弗雷德里克县                                 | 英国皇家弗吉尼亚总督诺伯恩·伯克利（Norborne Berkeley）                          | 104,169 | 831平方公里  | 標示出伯克利县位置的地圖     |
| 布恩县       | 005      | 麦迪逊           | 1847 | 喀拜尔县、卡诺瓦县和洛根县                   | 美国拓荒者丹尼尔·布恩                                          | 24,629  | 1303平方公里 | 標示出布恩县位置的地圖       |
| 布拉克斯顿县 | 007      | 萨顿             | 1836 | 卡诺瓦县、刘易斯县和尼古拉斯县               | 卡特·布拉克斯顿，美国独立宣言签署人                            | 14,523  | 1331平方公里 | 標示出布拉克斯顿县位置的地圖 |
| 布鲁克县     | 009      | 韦尔斯堡         | 1796 | 俄亥俄县                                     | 弗吉尼亚州州长罗伯特·布鲁克（Robert Brooke）                                | 24,069  | 231平方公里  | 標示出布鲁克县位置的地圖     |
| 喀拜尔县     | 011      | 亨廷顿           | 1809 | 卡诺瓦县                                     | 弗吉尼亚州州长威廉·H·喀拜尔（William H. Cabell）                                | 96,319  | 730平方公里  | 標示出喀拜尔县位置的地圖     |
| 卡尔霍恩县   | 013      | 格兰茨维尔       | 1856 | 吉尔默县                                     | 美国副总统约翰·卡德威尔·卡尔霍恩                               | 7,627   | 728平方公里  | 標示出卡尔霍恩县位置的地圖   |
| 克莱县       | 015      | 克莱             | 1858 | 布拉克斯顿县和尼古拉斯县                     | 亨利·克莱，肯塔基州联邦参议员，美国众议院议长                  | 9,386   | 886平方公里  | 標示出克莱县位置的地圖       |
| 多德里奇县   | 017      | 西尤宁           | 1845 | 哈里森县、刘易斯县、里奇县和泰勒县（1844年） | 弗吉尼亚州联邦众议员菲利普·多德里奇（Philip Doddridge）                        | 8,202   | 829平方公里  | 標示出多德里奇县位置的地圖   |
| 费耶特县     | 019      | 费耶特维尔       | 1831 | 卡诺瓦县、格林布赖尔县、洛根县和尼古拉斯县   | 拉法耶特侯爵、美国独立战争将军                                 | 46,039  | 1720平方公里 | 標示出费耶特县位置的地圖     |
| 吉尔默县     | 021      | 格林维尔         | 1845 | 卡诺瓦县和刘易斯县                           | 托马斯·沃克·吉尔默（Thomas Walker Gilmer），美国海军部长、弗吉尼亚州州长           | 8,693   | 881平方公里  | 標示出吉尔默县位置的地圖     |
| 格兰特县     | 023      | 彼得斯堡         | 1866 | 哈地县                                       | 美国总统尤利西斯·辛普森·格兰特                                 | 11,937  | 1235平方公里 | 標示出格兰特县位置的地圖     |
| 格林布赖尔县 | 025      | 刘易斯堡         | 1778 | 蒙哥马利县和博特托尔特县                     | 同名河流                                                       | 35,480  | 2644平方公里 | 標示出格林布赖尔县位置的地圖 |
| 汉普夏县     | 027      | 罗姆尼           | 1754 | 奥古斯塔县和弗雷德里克县                     | 英格兰汉普郡                                                   | 23,964  | 1663平方公里 | 標示出汉普夏县位置的地圖     |
| 汉考克县     | 029      | 新坎伯兰         | 1848 | 布鲁克县                                     | 约翰·汉考克，美国开国元勋，马萨诸塞州州长                      | 30,676  | 215平方公里  | 標示出汉考克县位置的地圖     |
| 哈地县       | 031      | 穆尔菲尔德       | 1786 | 汉普夏县                                     | 塞缪尔·哈地（Samuel Hardy），大陆会议弗吉尼亚代表                          | 14,025  | 1510平方公里 | 標示出哈地县位置的地圖       |
| 哈里森县     | 033      | 克拉克斯堡       | 1784 | 莫农加利亚县                                 | 弗吉尼亚州州长本杰明·哈里森五世（Benjamin Harrison V）                            | 69,099  | 1077平方公里 | 標示出哈里森县位置的地圖     |
| 杰克逊县     | 035      | 里普利           | 1831 | 卡诺瓦县、梅森县和伍德县                     | 美国总统安德鲁·杰克逊                                          | 29,211  | 1207平方公里 | 標示出杰克逊县位置的地圖     |
| 杰佛逊县     | 037      | 查尔斯镇         | 1801 | 伯克利县                                     | 美国总统托马斯·杰斐逊                                          | 53,498  | 544平方公里  | 標示出杰佛逊县位置的地圖     |
| 卡诺瓦县     | 039      | 查尔斯顿         | 1789 | 格林布赖尔县和蒙哥马利县                     | 同名河流                                                       | 193,063 | 2339平方公里 | 標示出卡诺瓦县位置的地圖     |
| 刘易斯县     | 041      | 韦斯顿           | 1816 | 哈里森县                                     | 查尔斯·刘易斯（Charles Lewis），在波因特普莱森特战役中牺牲的美军上校        | 16,372  | 1008平方公里 | 標示出刘易斯县位置的地圖     |
| 林肯县       | 043      | 哈姆林           | 1867 | 布恩县、喀拜尔县、卡诺瓦县和普特南县         | 美国总统亚伯拉罕·林肯                                          | 21,720  | 1134平方公里 | 標示出林肯县位置的地圖       |
| 洛根县       | 045      | 洛根             | 1824 | 喀拜尔县、卡诺瓦县、贾尔斯县和塔兹韦尔县     | 同名美洲原住民部落酋长                                         | 36,743  | 1176平方公里 | 標示出洛根县位置的地圖       |
| 马里昂县     | 049      | 费尔蒙特         | 1842 | 哈里森县和莫农加利亚县                       | 美国独立战争将军弗朗西斯·马里昂（Francis Marion）                            | 56,418  | 803平方公里  | 標示出马里昂县位置的地圖     |
| 马歇尔县     | 051      | 芒兹维尔         | 1835 | 俄亥俄县                                     | 约翰·马歇尔，美国国务卿，美国首席大法官                        | 33,107  | 795平方公里  | 標示出马歇尔县位置的地圖     |
| 梅森县       | 053      | 波因特普莱森特   | 1804 | 卡诺瓦县                                     | 乔治·梅森（George Mason），美利坚合众国制宪会议“权利法案之父”              | 27,324  | 1119平方公里 | 標示出梅森县位置的地圖       |
| 米纳勒尔县   | 057      | 凯泽             | 1866 | 汉普夏县                                     | 当地丰富的矿产资源，县名“Mineral”为矿产                        | 28,212  | 850平方公里  | 標示出米纳勒尔县位置的地圖   |
| 明戈县       | 059      | 威廉森           | 1895 | 洛根县                                       | 同名美洲原住民部落                                             | 26,839  | 1096平方公里 | 標示出明戈县位置的地圖       |
| 莫农加利亚县 | 061      | 摩根敦           | 1776 | 奥古斯塔县                                   | 同名河流                                                       | 96,189  | 935平方公里  | 標示出莫农加利亚县位置的地圖 |
| 门罗县       | 063      | 尤宁（无县城）   | 1799 | 格林布赖尔县                                 | 詹姆斯·门罗，美国总统，弗吉尼亚州联邦参议员，弗吉尼亚州州长    | 13,502  | 1225平方公   | 標示出门罗县位置的地圖       |
| 摩根县       | 065      | 伯克利斯普林斯   | 1820 | 伯克利县和汉普夏县                           | 弗吉尼亚州联邦众议员丹尼尔·摩根（Daniel Morgan）                            | 17,541  | 593平方公里  | 標示出摩根县位置的地圖       |
| 尼古拉斯县   | 067      | 萨默斯维尔       | 1818 | 格林布赖尔县、卡诺瓦县和兰道夫县             | 威尔森·加里·尼古拉斯（Wilson Cary Nicholas），弗吉尼亚州联邦参议员和州长           | 26,233  | 1681平方公里 | 標示出尼古拉斯县位置的地圖   |
| 俄亥俄县     | 069      | 惠灵             | 1776 | 奥古斯塔县                                   | 俄亥俄河                                                       | 44,443  | 275平方公里  | 標示出俄亥俄县位置的地圖     |
| 彭德尔顿县   | 071      | 富兰克林         | 1788 | 奥古斯塔县、罗京安县和哈地县                 | 爱德蒙·彭德尔顿（Edmund Pendleton），首届大陆会议代表                          | 7,695   | 1808平方公里 | 標示出彭德尔顿县位置的地圖   |
| 普莱森兹县   | 073      | 圣玛丽           | 1851 | 里奇县、泰勒县（1814年）和伍德县             | 小詹姆斯·普莱森兹（James Pleasants, Jr.），弗吉尼亚州州长和联邦参议员              | 7,605   | 339平方公里  | 標示出普莱森兹县位置的地圖   |
| 波卡洪塔斯县 | 075      | 马林顿           | 1821 | 巴斯县、彭德尔顿县和兰道夫县                 | 宝嘉康蒂（英文与县名相同），帮助早期英国定居者的美洲原住民     | 8,719   | 2435平方公里 | 標示出波卡洪塔斯县位置的地圖 |
| 普雷斯顿县   | 077      | 金伍德           | 1818 | 莫农加利亚县                                 | 弗吉尼亚州长詹姆斯·巴顿·普雷斯顿（James Patton Preston）                           | 33,520  | 1678平方公里 | 標示出普雷斯顿县位置的地圖   |
| 普特南县     | 079      | 温菲尔德         | 1848 | 喀拜尔县、卡诺瓦县和梅森县                   | 美国独立战争伊萨瑞尔·普特南（Israel Putnam）                                | 55,486  | 896平方公里  | 標示出普特南县位置的地圖     |
| 罗利县       | 081      | 贝克利           | 1850 | 费耶特县                                     | 沃尔特·雷利，英国探险家、诗人                                  | 78,859  | 1572平方公里 | 標示出罗利县位置的地圖       |
| 兰道夫县     | 083      | 埃尔金斯         | 1787 | 哈里森县                                     | 埃德蒙·伦道夫，弗吉尼亚州长，首任美国司法部长                  | 29,405  | 2694平方公里 | 標示出兰道夫县位置的地圖     |
| 里奇县       | 085      | 哈里斯维尔       | 1843 | 哈里森县、刘易斯县和伍德县                   | 有全国性影响力的弗吉尼亚报商托马斯·里奇（Thomas Ritchie）                    | 10,449  | 1176平方公里 | 標示出里奇县位置的地圖       |
| 罗恩县       | 087      | 斯潘塞           | 1856 | 吉尔默县、杰克逊县和卡诺瓦县                 | 弗吉尼亚州最高法院大法官斯宾塞·罗恩（Spencer Roane） (1794–1822)            | 14,926  | 1254平方公里 | 標示出罗恩县位置的地圖       |
| 萨默斯县     | 089      | 欣顿             | 1871 | 费耶特县、格林布赖尔县、默瑟县和门罗县       | 弗吉尼亚州联邦众议员乔治·W·萨默斯（George W. Summers）                          | 13,927  | 935平方公里  | 標示出萨默斯县位置的地圖     |
| 泰勒縣       | 091      | 格拉夫顿         | 1844 | 巴伯县、哈里森县和马里昂县                   | 弗吉尼亚州联邦参议员约翰·泰勒·卡罗莱恩（John Taylor of Caroline）                     | 16,895  | 448平方公里  | 標示出泰勒县位置的地圖       |
| 塔克县       | 093      | 帕森斯           | 1856 | 兰道夫县                                     | 老亨利·圣乔治·塔克（Henry St. George Tucker, Sr.），弗吉尼亚州联邦众议员和州最高法院大法官 | 7,141   | 1085平方公里 | 標示出塔克县位置的地圖       |
| 泰勒縣       | 095      | 米德尔本         | 1814 | 俄亥俄县                                     | 老约翰·泰勒（John Tyler, Sr.），弗吉尼亚州州长                                | 9,208   | 668平方公里  | 標示出泰勒县位置的地圖       |
| 厄普舍县     | 097      | 巴克哈嫩         | 1851 | 巴伯县、刘易斯县和兰道夫县                   | 埃布尔·P·厄普舍，美国海军部长、国务卿                          | 24,254  | 919平方公里  | 標示出厄普舍县位置的地圖     |
| 韦恩县       | 099      | 韦恩             | 1842 | 喀拜尔县                                     | 安东尼·韦恩（"Mad" Anthony Wayne），美国独立战争少将，乔治亚州联邦众议员 (1791)   | 42,481  | 1311平方公里 | 標示出韦恩县位置的地圖       |
| 韦伯斯特县   | 101      | 韦伯斯特斯普林斯 | 1860 | 布拉克斯顿县、尼古拉斯县和兰道夫县           | 丹尼尔·韦伯斯特，马萨诸塞州联邦参议员，美国国务卿              | 9,154   | 1440平方公里 | 標示出韦伯斯特县位置的地圖   |
| 威索县       | 103      | 新马丁斯维尔     | 1846 | 泰勒县（1814年）                             | 拓荒者刘易斯·威索（Lewis Wetzel）                                          | 16,583  | 930平方公里  | 標示出威索县位置的地圖       |
| 沃特县       | 105      | 伊丽莎白         | 1848 | 杰克逊县和伍德县                             | 美国司法部长威廉·沃特                                          | 5,717   | 603平方公里  | 標示出沃特县位置的地圖       |
| 伍德县       | 107      | 帕克斯堡         | 1798 | 哈里森县                                     | 弗吉尼亚州州长詹姆斯·伍德（James Wood）                                  | 86,956  | 951平方公里  | 標示出伍德县位置的地圖       |
| 怀俄明县     | 109      | 派恩维尔         | 1850 | 洛根县                                       | 美洲原住民语，意为“宽广的平原”                                 | 23,796  | 1298平方公里 | 標示出怀俄明县位置的地圖     |